# An American Girl: Chrissa Stands Strong
An American Girl: Chrissa Stands Strong (titulada Chrissa, una lección de valentía en Hispanoamérica y Acoso en las aulas en España) es una película estadounidense para televisión de 2009 dirigida por Martha Coolidge. Está protagonizada por Sammi Hanratty, Austin Thomas, Kaitlyn Dever, Adair Tishler y Don Franklin. La película se estrenó el 5 de enero de 2009 en Estados Unidos. 

## Sinopsis
A mitad de curso, una niña llamada Chrissa Maxwell (Sammi Hanratty) se muda con su familia a Minnesota. En su nuevo colegio, empieza a sufrir el acoso de tres compañeras que dirigen un grupo de alumnas superficiales a las que sólo preocupa su apariencia externa.

## Reparto
- Sammi Hanratty – Chrissa Maxwell
- Austin Thomas – Tyler Maxwell
- Kaitlyn Dever – Gwen Thompson
- Adair Tishler – Tara James
- Don Franklin – Sr. Beck

- Datos: Q3233653